# Zedriv GX5

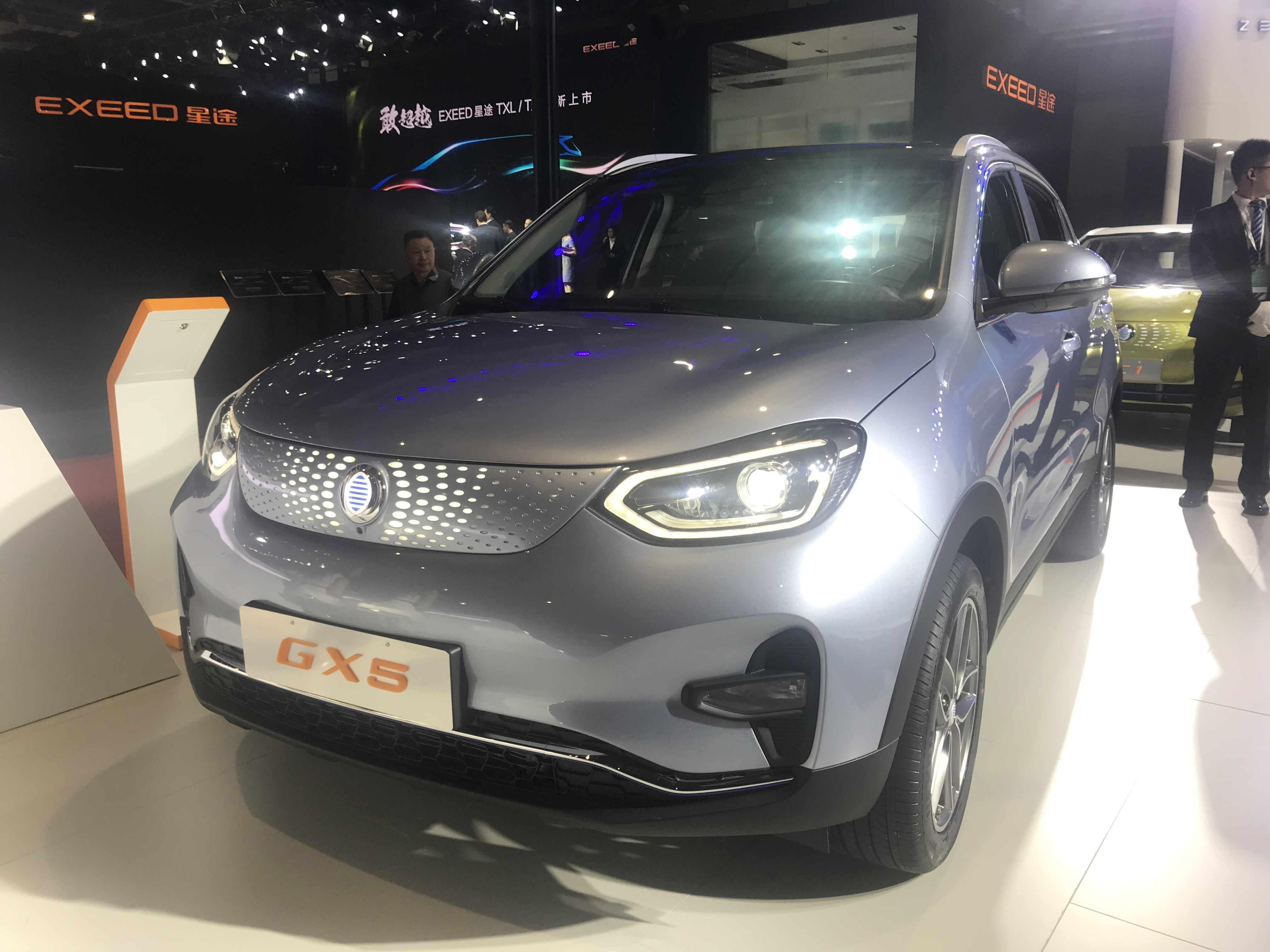

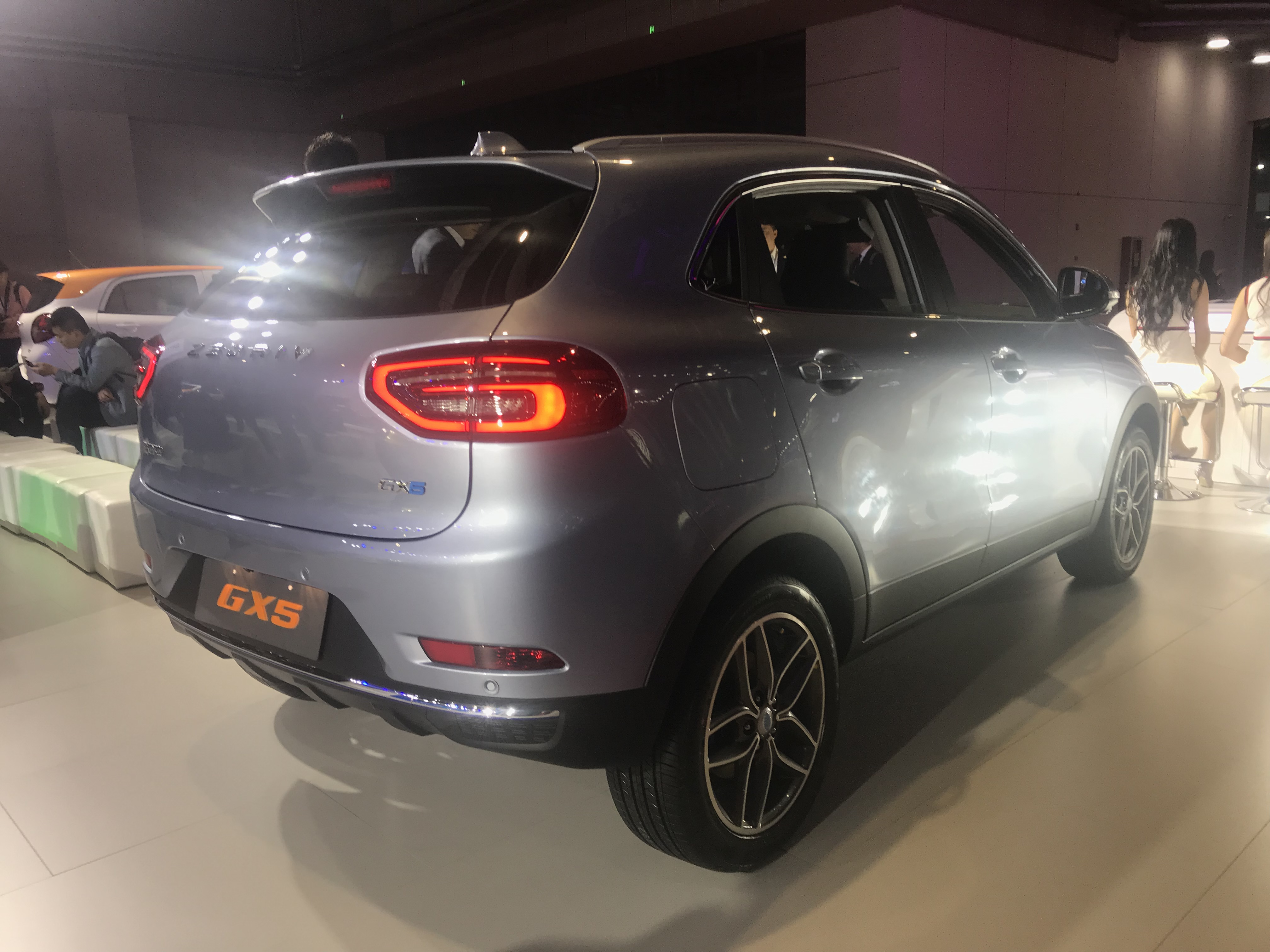

El Zedriv GX5 (en chino, 国 机智 骏 GX5) es un compacto hatchback SUV eléctrico fabricado por Zedriv.

## Descripción general
El Zedriv GX5 se mostró por primera vez en el Auto Shanghai de 2019. Tiene 5 puertas y 5 plazas. Tiene unas dimensiones de 4150 mm / 1800 mm / 1611 mm, distancia entre ejes de 2650 mm y una distancia al suelo de 150 mm. El GX5 cuesta entre ¥ 115,800 y ¥ 139,800. El GX5 tiene un alcance de 340 km (211 millas), 121 caballos de fuerza,  FWD, una batería de 46,4 kWh, velocidad máxima de 140 km/h, una aceleración de 50 km/h en 3,9 segundos. El GX5 tiene un tiempo de carga de 7.5 horas con un cargador a bordo, o 1 hora en una estación de carga.